# Wihlborgs
Wihlborgs Fastigheter AB  är ett svenskt fastighetsbolag med inriktning mot kommersiella fastigheter i Öresundsregionen. Företaget grundades som ett byggnadsbolag i Malmö 1924 av byggmästare O.P. Wihlborg och noterades på Stockholmsbörsen 2005. Den sista december 2014 omfattade företagets fastighetsbestånd 270 kommersiella fastigheter värderade till 26,7 miljarder kronor. Företaget har fortfarande sitt huvudkontor i Malmö, men har även regionkontor i Lund, Helsingborg och Köpenhamn.

## Historik
- 1985 avyttrades byggverksamheten och Wihlborgs blev ett traditionellt fastighetsbolag.
- 1998 förvärvades Fastighets AB Storheden i Stockholm. I samband med detta flyttades Wihlborgs huvudkontor till Stockholm.
- I april 2005 separeras fastigheterna i Stockholm och Öresundsregionen. Stockholmsbeståndet stannade kvar i moderbolaget, som samtidigt bytte namn till Fabege AB. Öresundsbeståndet lades in i ett nybildat bolag, Wihlborgs Fastigheter, med säte i Malmö. Samma år flyttade företaget tillbaka sitt huvudkontor till Malmö.
- Den 23 maj 2005 noterades Wihlborgs Fastigheter AB på Stockholmsbörsens O-lista. Bolaget återfinns sedan januari 2016 på NASDAQ Large Cap-lista.
- 2007 etablerar Wihlborgs kontor på Ideon i Lund, och 2013 blir företaget ensam ägare till hela Ideon. Förutom det traditionella Ideon-området förvärvas Ideon Gateway samma år.
- Den 22 november 2010 tas första spadtaget på MaxIV på Brunnshögsområdet i Lund. MaxVI är ett samarbete mellan Wihlborgs och Peab.
- Landmärket Knutpunkten i Helsingborg förvärvas.
- Köpenhamnsområdet blir allt viktigare och under 2014 förvärvas fastigheter i Ballerup och Herlev och under 2015 förvärvades fastigheter för ca 1 miljard SEK i Glostrup och Höje-Tåstrup.